# Иван Загубански
Иван Георгиев Загубански  e деец на революционното работническо движение в България.

## Биография
Роден е в Сопот през 1877 година. Завършил е Морското училище във Варна, след което две години е учител в добруджанските села. От 1899 година развива активна социалистическа дейност във Варна. Пътува 10 пъти до Одеса и с куфари нелегално пренася ленинския вестник „Искра“, който по това време се печата в Мюнхен, Германия. Той е един от първите нелегални куриери на вестника. На 1 декември 1901 (стар стил) е арестуван в Одеса. Проявява голяма твърдост по време на следствието и в съда. С мъжественото си държане Иван Загубански спечелил обичта и уважението на руските революционери. След 2 години затвор, Иван Загубански се връща в България. Скоро след това почива от туберкулоза. За дейността му по нелегалното пренасяне на вестник „Искра“ от Варна до Одеса през 1968 година е създаден филма „Първият куриер“.